# Август Щерке
Август Щерке (на нидерландски: August Stärcke) е нидерландски психиатър и психоаналитик, чиято работа има съществено значение за въвеждането на психоанализата в Холандия.

## Биография
Роден е през 1880 година в Амстердам, Нидерландия. Той води кореспонденция със Зигмунд Фройд и е един от лекарите, които въвеждат идеите му в Холандия след прочитането на неговата книга „Тълкуване на сънищата“. По-късно Щерке става член на Виенското психоаналитично общество.
Умира през 1954 година в Ден Долдер на 74-годишна възраст.